# Liste der Naturdenkmäler in Solingen
Die Liste der Naturdenkmäler in Solingen enthält die Naturdenkmäler des Ortsteiles. Naturdenkmäler sind durch die Ordnungsbehördliche Verordnung zum Schutz von Naturdenkmälern für das Gebiet der Stadt Solingen vom 21.09.2007 geschützt. Naturdenkmäler außerhalb der bebauten Ortslagen sind hingegen im 2005 verordneten Landschaftsplan der Stadt aufgeführt.

## Die Listen im Überblick
- Liste der Naturdenkmäler in Solingen-Burg mit 7 Bäumen
- Liste der Naturdenkmäler in Solingen-Dorp mit 35 Bäumen
- Liste der Naturdenkmäler in Solingen-Gräfrath mit 20 Bäumen
- Liste der Naturdenkmäler in Solingen-Höhscheid mit 27 Bäumen
- Liste der Naturdenkmäler in Solingen-Mitte mit 17 Bäumen
- Liste der Naturdenkmäler in Solingen-Ohligs mit 29 Bäumen
- Liste der Naturdenkmäler in Solingen-Wald mit 21 Bäumen
- Liste der Naturdenkmäler im Landschaftsplan Solingen mit 113 Einträgen

## Übersicht
Folgende Baumarten sind in der Listen der Naturdenkmäler der Ortsteile mit der angegebenen Anzahl aufgeführt:
| Baumart                   | Anzahl |
| ------------------------- | ------ |
| Baumhasel                 | 1      |
| Bergahorn                 | 11     |
| Blutbuche                 | 43     |
| Eibe                      | 2      |
| Eiche                     | 7      |
| Esche                     | 3      |
| Eßkastanie                | 2      |
| Farnbuche                 | 1      |
| geschlitztblättrige Buche | 1      |
| Hängebuche                | 3      |
| Linde                     | 11     |
| Mammutbaum                | 6      |
| Platane                   | 4      |
| Rosskastanien             | 33     |
| Rotbuche                  | 2      |
| Roteiche                  | 2      |
| Silberahorn               | 2      |
| Silberlinde               | 1      |
| Sommerlinde               | 1      |
| Stieleiche                | 1      |
| Trauerweide               | 3      |
| Winterlinde               | 16     |
| gesamt                    | 156    |